# Bad Day (저스틴 비버의 노래)
《Bad Day》는 2013년 11월 4일에 발매된 저스틴 비버의 노래이다. 아일랜드 레코드에 의해 발매되었다.

## 곡 목록
| #  | 제목        | 재생 시간 |
| -- | ----------- | --------- |
| 1. | 〈Bad Day〉 | 2:25      |